# フィリップ1世・ド・クロイ
フィリップ1世・ド・クロイ（フランス語：Philippe I de Croÿ, 1435年 - 1511年）は、クロイ領主、アールスコート領主、ポルシャン伯。

## 生涯
フィリップ1世はポルシャン伯アントワーヌ1世・ド・クロイとマルグリット・ド・ロレーヌ＝ヴォーデモンの長男である。フィリップはブルゴーニュ公シャルル豪胆公のもとで育てられ、シャルル豪胆公は1455年にフィリップとジャクリーヌ・ド・リュクサンブールとの結婚を取り決めた。ジャクリーヌの父、サン＝ポル伯ルイ・ド・リュクサンブールは同盟に反対し力ずくで娘を取り戻そうとしたが、フィリップ1世はルクセンブルクとの国境を封鎖し結婚が完了したと発表した。フィリップ1世はルクセンブルクとリニーの総督をつとめた。
フィリップ1世は決断力と強い影響力を持ち、統治者として尊敬され、戦いでも功績を残した。フィリップ1世はフィリップ善良公とシャルル豪胆公の戦いのほとんどに参加したと記録されており、その間に武勇により騎士に叙され、また人質とされた。
1471年、フィリップ1世は600人の騎士を率いてフランス王のもとに亡命したが、ナンシーの戦いでシャルル側として戦うためにブルゴーニュに戻った。フィリップ1世が捕虜になったのは戦闘中のことであった。シャルルの死後、フィリップ1世は後継者マリーと皇帝マクシミリアン1世の婚約の取り決めを支援した。その後、マクシミリアン1世のためにギネガテの戦い（1479年）でフランス軍と戦った。
晩年、ヴァランシエンヌ総督、リエージュ軍中将、エノー軍大将として皇帝に仕えた。フィリップはポルシャン城に教会を建設し、1511年に亡くなると同教会に埋葬された。

## 子女
ジャクリーヌ・ド・リュクサンブールとの間に以下の子女をもうけた。
- アンリ（1456年 - 1514年） - ポルシャン伯、アールスコート領主。シャルロット・ド・シャトーブリアン（1509年没）と結婚、以下の子女をもうけた。
  - フィリップ2世（1496年 - 1549年） - 初代アールスコート公
  - ギヨーム（1498年 - 1521年） - カンブレー司教、トレド大司教
  - ロベール（1500年 - 1556年） - カンブレー司教
  - ジャクリーヌ - 初代ベルヘン辺境伯アントン（en）と結婚
  - シャルル（1506年 - 1564年） - トゥルネー司教
  - シャルル（1541年以降没） - ポルシャン伯、息子アントワーヌ3世はウー女伯カトリーヌ・ド・クレーヴと結婚した。
- アントワーヌ（1457年 - 1495年9月21日） - テルアンヌ司教、キプロスで死去し同地に埋葬された。
- ギヨーム2世（1458年 - 1521年） - カール5世の傅育長および侍従長